# Boufarik
Boufarik ist eine Stadt mit ca. 72.000 Einwohnern in der Provinz Blida in Algerien.

## Geschichte
Die Geschichte von Boufarik begann im Jahr 1835, als die französische Armee im Zuge der Eroberung Algeriens einen permanenten Stützpunkt auf dem heutigen Stadtgebiet errichtete. Bertrand Clausel gründete im Jahr 1836 Boufarik offiziell als Gemeinde.
Von 1954 bis 1962 währte der Algerienkrieg. Ein Angriff der Unabhängigkeitsbewegung auf eine Militärkaserne in Boufarik in der Nacht des 1. November 1954, angeführt von Amar Ouamrane, gilt, zusammen mit einer zeitgleichen Aktion in Blida, als das initiale Ereignis des Krieges. Am 28. Dezember 1956 starb Amédée Froger, der Bürgermeister von Boufarik, durch ein Attentat des FLN in Algier.

## Wirtschaft
Wirtschaftlich lebt Boufarik von der Orangenverarbeitung. Das Erfrischungsgetränk Orangina wurde von 1936 bis 1962 in Boufarik hergestellt. Daneben betreibt die algerische Armee einen Luftwaffenstützpunkt am Flugplatz Boufarik. In der Nähe jenes Flugplatzes ereignete sich am 11. April 2018 der schwerste Flugunfall der algerischen Luftfahrt-Geschichte, als eine Iljuschin Il-76 kurz nach dem Start auf ein Feld stürzte und ausbrannte (siehe Flugzeugabsturz bei Boufarik).
Boufarik liegt an der hier autobahnähnlich ausgebauten Nationalstraße 1. Die Stadt verfügt über einen Bahnhof an der Bahnstrecke Algier-Oran.